# Turning Torso
HSB Turning Torso – wieżowiec sfinansowany przez firmę HSB w Malmö, a zaprojektowany i wybudowany przez architekta Santiaga Calatravę. Budowa wieżowca rozpoczęła się latem 2001 i zakończyła się 27 sierpnia 2005 r.
Konstrukcja zbudowana jest na 9 pięciobocznych bryłach z pięcioma piętrami każda. Licząc międzypiętra budynek ma 54 piętra. Każde piętro ma blisko 400 m². Powierzchnia biurowa liczy sobie 4200 m² i znajduje się w dwóch najniższych modułach wieżowca. Od trzeciego do dziewiątego segmentu jest 147 mieszkań. Dwa ostatnie piętra (53 oraz 54) zostały poświęcone jako sale konferencyjne Turning Torso Meetings. Cała budowla przekręca się w górę co 10 stopni, co oznacza, że skręt budynku od podstawy do szczytu wynosi 90 stopni. 
Budynek nie ma punktu widokowego dla szerszej publiczności. Postanowiono, że jest to prywatny budynek mieszkalny i tylko osoby w nim mieszkające będą miały taką możliwość. Grupy mogą zarezerwować sale konferencyjną na najwyższych piętrach budynku. W sąsiednim budynku jest całoroczna wystawa Turning Torso specjalnie dla turystów. W tym samym budynku znajduje się pięciopiętrowy parking. Pomiędzy budynkami istnieje podziemne przejście.
W powieści "Randka ze Spidermanem" autorstwa Mai Pawlickiej-Goryl bohater wspina się na fasadę Turning Torso. Jest to fikcja literacka, bo na budynek nikt się nigdy nie wspiął. 